# Diogma glabrata
Diogma glabrata är en tvåvingeart som först beskrevs av Johann Wilhelm Meigen 1818.  Diogma glabrata ingår i släktet Diogma och familjen mellanharkrankar. Arten är reproducerande i Sverige. Inga underarter finns listade i Catalogue of Life.